# 유루유리의 에피소드 목록
유루유리는 나모리 원작의 동명의 일본 만화를 애니메이션화한 것이다. 유루유리의 애니메이션화는 "코믹 유리히메"의 2011년 5월지에서 발표되었다. 동화공방 제작으로 감독은 오타 마사히코이다. 애니메이션 1기는 TV 도쿄를 통해 일본에서 2011년 6월 5일부터 2011년 9월 20일까지 방영되었다. 유루유리의 제 2기 "유루유리♪♪"는 2012년 6월 2일부터 9월 17일까지 방영되었다. 제 1기와 2기 모두 북미에서 Crunchyroll이 동시 방영하였다. 애니메이션 2기는 제 17회 애니메이션 고베상을 수상했다. NIS 아메리카는 두 시즌 모두 북미에서 라이선스를 받았으며 2013년 9월 3일과 2014년 1월 7일에 자막이 달린 블루레이로 각각 1기와 2기를 발매했다. 이 문서에서는 2011년의 유루유리 1기와 2012년에 방영된 유루유리 제 2기, 그리고 2015년에 방영되고 있는 제 3기의 방영 목록과 간단한 줄거리를 다룬다.

## 유루유리 (2011년)
| 화 | 제목 | 방영일자(일본) |
| --- | --- | -------------- |
| 01 | 〈중학교 데뷔!〉(中学デビュー! Chūgaku Debyū![*]) | 2011-06-05     |
| 아카자 아카리는 중학교에 입학을 하게 되고, 토시노 쿄코와 후나미 유이는 아카리를 오락부로 끌어들인다. 조금 있다가, 아카리의 같은 반 친구인 치나츠가 다도부 가입을 위해 오락부 부실로 오게 되지만, 다도부가 폐부되었다는 소식을 듣는다. 쿄코가 노력을 한 결과 치나츠는 오락부에 입부하게 된다. 아카리의 존재감이 매우 부족하다는 것을 알아채고 아카리의 개성을 찾아내서 존재감을 띄울 방법에 대해 논의하던 중, 갑자기 아야노가 부실에 들어온다.                                                                                                  | |                |
| 02 | 〈나와 너와 학생회〉(私とあなたと生徒会 Watashi to Anata to Seitokai[*]) | 2012-7-12      |
| 전교 부회장인 스기우라 아야노는 항상 시험을 치면 쿄코에게 뒤쳐져 2등을 하는 것에 대해 짜증을 낸다. 한편, 아야노의 조력자 이케다 치토세는 둘 사이의 잠재적인 백합에 대해서 망상을 펼친다. 반면에, 후루타니 히마와리와 오무로 사쿠라코는 서로 차기 전교 부회장 자리를 차지하기 위해 다투고 있다. 아야노는 나중에 감기에 걸리게 되고, 다른 친구들이 아야노를 방문한다. | |                |
| 03 | 〈집에 올래!?…갈래 갈래!〉(ウチくる!? …いくいくっ! Uchi Kuru!? … Iku Iku![*]) | 2011-7-19      |
| 유이는 자신의 아파트에서 자취를 하는데 그녀는 다른 친구들에게 점심을 먹자고 초대한다. 나중에 아카리와 치나츠가 떠난 이후에 쿄코는 숙제를 다 하지 않은 것이 생각나 밤을 새기로 한다. | |                |
| 04 | 〈여름의 대수확제〉(夏の大収穫祭 Natsu no Dai-shūkaku-sai[*]) | 2011-7-26      |
| 소녀들은 칠석 소원을 쓰는데, 쿄코는 치나츠의 소원이 유이가 어떻게 반응하는지에 대해 짜증내기 시작한다. 아야노는 기말고사에서 전교 1등을 차지하기 위해 치열하게 공부한다. 다만 쿄코는 동인지 마감일이 시험과 겹쳐 공부를 하지 않았기 때문에 대결은 무산되었다. 나중에, 모두들 바다로 가서 쿄코와 더 친근하게 지내고자 하는 아야노의 시도는 치토세의 망상에 거의 치명적임이 드러났다. | |                |
| 05 | 〈아카리라든가 참매미라든가 울 적에〉(あかりとかミンミンゼミとかなく頃に Akari toka Minminzemi toka Naku Koro ni[*])                                                                      | 2011-8-2       |
| 아야노는 자신도 모르게 쿄코, 유이, 치토세에게 끌려와 도쿄의 코무케에서 동인지를 파는 것을 돕게 된다. 히마와리와 사쿠라코는 여름방학 숙제를 하는데, 그곳에서 사쿠라코는 히마와리가 학생회에 들어갔기 때문에 자신도 학생회에 들어갔다고 말한다. 한편, 아카리와 치나츠는 유이에 대한 마지막 느낌에 대한 혼란스런 대화를 가진다. 여기서 치나츠가 아카리의 의지와는 상관 없이 아카리와 "키스"를 연습하기 위해 도망치는 아카리를 뒤쫓아 현관에서 잡은 뒤 키스를 하려는 순간에, 유이와 쿄코가 치나츠 집의 현관에 들어온다.                            | |                |
| 06 | 〈아트☆아터☆아티스트〉(あーと☆あーたー☆あーちすと Āto☆Ātā☆Āchisuto[*]) | 2011-8-9       |
| 1학년생의 방문은 쿄코에게 그녀와 유이에 대한 동인지를 그리도록 영감을 주었고, 치나츠에게 그녀 자신의 이야기에게 반응하도록 부추긴다. 그들은 그런 뒤에 찰흙을 갖고 몇 가지 형상을 만들기로 한다. 나중에, 모두들 유이의 친척 동생인 마리를 만나는데, 치나츠는 내키지는 않았지만 유이에게 잘 보이기 위한 목적으로 마리를 위해서 그녀가 가장 좋아하는 애니메이션 캐릭터인 미라쿠룽으로 코스프레를 하게 된다. | |                |
| 07 | 〈크리스마세리〉(くり済ませり Kuri Sumaseri[*]) | 2011-8-16      |
| 크리스마스는 다가오고, 쿄코는 커플 놀이를 하는 동안 가상 커플로 소녀들을 짝지을 추천권을 가지고 있다. 쿄코와 치나츠는 미라크룽 영화를 보고 뽑기 게임을 한다. 아카리와 치토세는 카페를 방문하여 여기서 치토세가 단무지를 아카리에게 선물한다. 히마와리와 사쿠라코는 식당에 가서 자신이 못 먹는 야채를 서로에게 먹여주면서 친밀도를 쌓는다. 그리고 아야노와 유이는 밴치에 앉아서 친구들에 대한 이야기를 한다. 나중에, 소녀들은 새해를 집에서, 서로에게 온 연하장을 확인하면서 보내는데, 아카리의 연하장은 배송 사고로 인해 타이어 자국이 남는다. | |                |
| 08 | 〈에이프릴 풀〉(エイプリルフール Eipuriru Fūru[*]) | 2011-8-23      |
| 만우절에 치토세는 아야노에게 거짓말 게임을 하자고 제안한다. 치토세는 섹시한 속옷을 입었고, 토시노가 아야노의 신발 냄새를 맡았다는 말을 했다. 또한 여자 화장실에 귀신이 나오고, 아카리가 개미를 키우고, 치토세에게는 쌍둥이가 있다는 거짓말은 사실로 밝혀지는 것과 같이, 자중에 그녀가 거짓말 말하기 게임을 하자고 한 것 빼고 모두 진실임이 밝혀진다. 나중에, 쿄코는 치토세의 관심을 끌려고 했지만, 나중에 치토세로 알았던 사람이 사실 쌍둥이인 치즈루임이 밝혀진다. 치즈루는 쿄코에게 특히 친근하게 대하지 못한다.                             | |                |
| 09 | 〈올해 여름은 무섭지 않아〉(今年の夏はこわくない Kotoshi no Natsu wa Kowakunai[*]) | 2011-8-30      |
| 소녀들은 여름 더위를 피할 방법을 찾고자 한다. 약간의 시원하고 편안하기 위해서 학생회를 방문하는 동안, 그들은 조용한 학생회장인 마츠모토 리세를 만나는데, 그들은 그녀를 귀신으로 착각한다. 반면에 과학교사 니시가키 나나는 교장이 과학실 사용을 금지했기 때문에 학생회실에서 실험을 하기로 하고, 그러다 폭발을 일으킨다. | |                |
| 10 | 〈수학여행이라는데, 우린 대체 뭘 배우고 얻은 걸까?〉(修学旅行というが、私たちは一体何を学び修めたのだろう Shūgaku Ryokō to Iu ga, Watashitachi wa Ittai Nani o Manabi Osameta no Darō[*]) | 2011-9-6       |
| 쿄코와 유이는 아야노와 치토세와 함께 교토로 수학 여행을 간다. 여기서 그들은 기요미즈데라나 금각사 등을 둘러보고, 교토 시내를 돌아다닌다. 그 이후에 함께 목욕하고, 베개 싸움을 한다. | |                |
| 11 | 〈우리의 오락부〉(わたしたちのごらく部 Watashitachi no Gorakubu[*]) | 2011-9-13      |
| 아카리, 쿄코와 유이는 그들이 어떤 분홍머리 소녀와 싸웠던 유년기 시절의 추억을 되짚어본다. 여기서 아카리는 그 분홍머리 소녀가 치나츠인 것을 깨달았지만 모른척 한다. 그 후, 쿄코의 머리에 가해진 충격 때문에 쿄코가 성격과 달리 예의 있게 행동하게 된다. 다른 친구들은 곧 예전의 쿄코를 그리워하기 시작하는데, 특히 쿄코가 오락부를 폐부하려고 할 때 그랬다. 그래서 그들은 쿄코의 머리를 다시 한번 치기로 결정했고, 그녀는 정상으로 돌아왔다. | |                |
| 12 | 〈다 함께 따끈따끈 합숙을〉(みんなでポカポカ合宿へ Minna de Poka Poka Gasshuku e[*]) | 2011-9-20      |
| 모두들 여름 동안 부실에서 합숙을 하기로 결정한다. 쿄코는 오락부와 학생회 간에 대회를 연다. 모두들 드럼통에서의 목욕을 한다. 이때 아카리는 드럼통에서 굴러 떨어져서 잠시 실종된다. 나중에, 치토세가 초콜릿을 먹고 나서 키스 광란 상태로 빠져들게 된다. 치토세가 방 안에 있는 모든 소녀들과 키스를 하자, 이를 막기 위해 치토세의 체력을 빼앗는 묘책을 생각해내고, 이를 위해 스기우라 아야노가 토시노 쿄코에게 키스한다. | |                |

## 유루유리♪♪ (2012년)
| 화 | 제목 | 방영일자(일본)  |
| --- | --- | --------------- |
| 01 | 〈다시 돌아온 주인공〉(帰って来た主人公 Kaette Kita Shujinkō[*])                                                           | 2012년 6월 2일  |
| 항상 소망해왔듯이 아카리는 모두의 주목을 받는 주인공이 된다. 등교길에 유이와 쿄코가 손을 잡고 학교에 가고 싶어한다던지, 학교에서 모두 아카리를 쳐다보는 등 집중을 받는다. 하지만 이는 모두 꿈이었고 소녀들이 온천 여관으로 여행을 가는 중이었다. 여관에 도착해서 소녀들은 탁구를 치다가 온천에 몸을 담그면서 휴식을 취한 뒤에 미라클룬 영화를 본다. 그런 뒤에 잠이 든 아카리를 빼고 모두 노천온천에 다시 모이게 된다. | |                 |
| 02 | 〈유루유리한 나날이 될지어니〉(ゆるゆりなる日々なるなり YuruYuri Naru Hibi Naru Nari[*])                                   | 2012년 6월 9일  |
| 유이는 쿄코가 숙제에 집중할 수 있게 하기 위해 힘든 시간을 보낸다. 나중에 소녀들은 서로의 별명에 대해 알아보고 한번씩 말해본다. 한편, 사쿠라코는 학생회실에 풀어져 있는 뱀을 잡으려 한다. 이후, 소녀들은 어떻게 신종플루를 예방할지 토론한다. 하지만 쿄코는 무리하게 밖에서 건포마찰을 하다가 결국 감기에 걸린다. | |                 |
| 03 | 〈초콜렛과 눈물과 소녀와 소녀와 이소베 튀김〉(チョコと涙と女と女と磯辺揚げ Choko to Namida to Onna to Onna to Isobeage[*]) | 2012년 6월 16일 |
| 아카리, 치나츠, 사쿠라코와 히마와리는 교실에서 시간을 보낼 방법을 생각한다. 나중에, 히마와리는 치나츠에게 스카프 짜는 법을 가르쳐 주기로 하는데, 이에 따라 사쿠라코가 히마와리 없이 홀로 남겨지는 느낌이 들게 하여 쓸쓸함을 느낀다. 발렌타인 데이가 오고 소녀들은 서로에게 초콜릿을 주고받을 때, 히마와리는 사쿠라코에게 발렌타인 데이 선물을 준다. | |                 |
| 04 | 〈에취〉(ひっちゅ Hitchu[*])                                                                                               | 2012년 6월 23일 |
| 아야노가 꽃가루 날리는 시기에 알레르기 때문에 고생하게 되자, 학생회는 학생회실을 청소한다. 이때 아야노는 사쿠라코로부터 과일이 올려진 특별한 푸딩을 지키는 데에 문제를 겪는다. 나중에, 학생회는 과학 교사인 나나가 단지 시계를 고쳐주었으면 했지만 나나는 다양한 기능이 있지만 별 쓸모 없는 시계 발명품들을 만들어내기만 한다. 반면, 오락부는 비가 그치기를 기다리는 동안 시간을 보낼 방법을 찾는다. | |                 |
| 05 | 〈일본의 여름 느긋한 여름〉(日本の夏 ゆるめの夏 Nippon no Natsu Yurume no Natsu[*])                                        | 2012년 6월 30일 |
| 쿄코가 에어컨 리모콘에 배터리가 다 떨어져서 새로운 배터리를 사러 나간 뒤, 그녀는 산만해져서 결국 모두의 집을 방문하게 되고, 결국에는 크기가 다른 배터리를 사왔다. 그녀가 대신에 모두와 함께 수영장에 가자고 제안하여 수영장에 가려 했으나 아카리는 열차를 놓쳤고 다음 열차가 올 때까지 혼잣말을 하면서 시간을 보낸다. 그 후, 유이가 감기에 걸렸을 때 쿄코는 유이네 집에 방문하는 동안, 사쿠라코와 히마와리는 아카리를 따라다닌다. | |                 |
| 06 | 〈【속보】 유루유리 완매〉(【速報】ゆるゆり完売 [Sokuhō] YuruYuri Kanbai[*])                                               | 2012년 8월 6일  |
| 소녀들은 코미케에 가서 쿄코가 동인지 판매대를 운영할 수 있도록 도와준다. 쿄코는 자신이 만든 마법소녀 미라쿠룬의 동인 애니메이션을 보여준다. 애니메이션에서 기가기가단이 전세계의 모든 공을 훔쳤기 때문에 미라크룬은 기가기가단과 싸운다. 동인지가 완전히 판매된 이후에, 소녀들은 코스프레를 하는데, 치나츠는 어린아이가 가지고 있는 미라쿠룬의 이미지를 다시 한번 망치게 된다. 코미케 이후에, 쿄코는 대화 주제 상자를 꺼내는데, 이상한 것이 섞여 있었다. | |                 |
| 07 | 〈자매 사정 이것 저것 어떤 것〉(姉妹事情あれこれそれどれ Shimai Jijō Are Kore Sore Dore[*])                                | 2012년 8월 13일 |
| 사쿠라코가 그녀의 여동생 나데시코와 하나코에 의해 압박받는 동안 히마와리의 여동생 카에데가 너무 호기심이 많아 이것저것 물어본다. 반면, 치즈루는 치토세가 외출한 동안 치토세의 방을 청소하기로 하지만, 치토세와 아야노 간의 망상을 멈추기 위해 극단적인 방법을 쓰기로 하고 쿄코의 얼굴을 온 벽에 붙인다. 나중에, 히마와리는 살이 찐 것이 걱정이 되어서 사쿠라코에게 운동 조언을 받고 밥까지 굶었는데 사실 가슴 크기가 커져서 몸무게가 늘어난 것이었다. 한편, 여동생을 극진하게 챙기는 아카네에게 홀딱 반한 치나츠의 언니 토모코와 치나츠는 서로 이야기를 나눈다. 또한, 아카네는 여동생 아카리가 없는 동안 아카리의 교복이나 속옷 등을 변태적으로 뒤지고 아키리가 그려진 다마카쿠라에 교복을 입힌 뒤에 차를 마시기도 한다. | |                 |
| 08 | 〈치나츠 무쌍〉(ちなつ無双 Chinatsu Musō[*])                                                                               | 2012년 8월 20일 |
| 쿄코가 다른 사람들에게 그녀의 동인지 제출을 마감일까지 마칠 수 있도록 도와달라고 요청했을 때, 그들은 치나츠가 어떠한 예술적 활동도 도와주는 것을 꺼렸고 치나츠가 그림에 손을 대는 것을 막기위해 유이가 뜨거운 차를 연달아 벌컥벌컥 마시기도 한다. 이후, 크리스마스가 다가오고, 모두들 노래방에 가는데, 치나츠는 유이와 듀엣을 하는 것을 계속 실패한다. 이에 대한 위로 겸, 유이는 치나츠와 영화를 보러 가는데, 무서운 영화를 보는 동안 유이에게 안기려는 치나츠의 계획은 자신이 무서운 영화를 너무나 무서워해서 무참히 깨지고 만다. | |                 |
| 09 | 〈뭔가 있을 듯 하면서도 없는 날〉(何かありそうで何もなさそうな日 Nani ka Arisō de Nani mo Nasasō na Hi[*])                 | 2012년 8월 27일 |
| 시험 공부를 하려는 첫번째 해라서 사쿠라코는 집중하는 데에 애를 먹는다. 나중에, 치나츠는 무심코 벽장 속에 숨어버려서 다시 부실로 나올 기회를 놓쳐버린다. 아카리네 집에서 묵는 동안 치나츠는 무서운 영화를 본 뒤라서 잠을 자는 데에 어려움을 겪는다. 그 후, 각각의 1학년들은 선배를 만나고 호기심 많은 대화를 하게 된다. | |                 |
| 10 | 〈수학여행 R〉(修学旅行R Shūgaku Ryokō Āru[*])                                                                             | 2012년 9월 3일  |
| 2학년생들은 수학여행을 교토로 가는 것이 데자뷰처럼 느껴지자, 사쿠라코는 히마와리와 그녀만의 여행을 하기로 하지만 길을 잃는 상황에 처하게 된다. 반면, 아카리는 유이가 사라져서 우울해 있는 치나츠를 힘내게 하기 위해 노력하고 다른 위험한 상황에 처하게 된다. 나중에, 히마와리가 사쿠라코의 집을 방문하자, 나데시코는 그 둘이 어릴적에 얼마나 친했는지 회상한다. | |                 |
| 11 | 〈시간을 달리는 아카리〉(時をかけるあかり Toki o Kakeru Akari[*])                                                          | 2012년 9월 10일 |
| 옷장을 청소하는 동안 오락부는 타임머신을 발견하는데 실수로 아카리를 중학교 생활이 시작되기 직전으로 아카리를 보낸다. 타임 머신을 어떻게 고칠지 알아낼 수 있을 때까지 과거게 갇혀 있어야 하기에 아카리는 과거에 자신이 저질렀던 실수를 되돌려 존재감이 없는 것을 극복하리라 결심한다. 그녀는 결국 아카네에게 딱 걸리는데 아카네는 아카리를 도와준다. 그녀의 중학교 데뷔에서의 부끄러운 실수를 되돌리는 데에 실패한 이후에 아카리는 나나에게 가서 타임머신을 고칠 방법을 요청한다. 아카리가 아카네의 방에서 숨으면서 다음 한 주를 보냈지만, 아카네는 그녀에게 과거를 바꾸는 것은 그녀의 예전 추억들을 바꾸어 버릴지도 모른다고 경고한다. 나나가 겨우 타임머신을 고친 후 아카리는 아야노가 그녀를 방해하는 것을 막아서 그녀의 존재감을 구할 하나뿐인 기회를 발견한다. 하지만 그녀가 예전 추억을 잃을 것에 대해 생각하고 멈추었다. 아카리가 현재로 돌아와서 아카리는 모두들 아카리가 한 주 동안 실종되어 걱정하고 있었음을 알게 된다. 폭발적인 피날레 이후, 이 전체 내용은 쿄코가 어떤 영화를 본 뒤에 영감을 받아 쓴 이야기임이 밝혀진다. | |                 |
| 12 | 〈안녕 주인공, 다시 만날 때까지〉(さらば主人公、また会う日まで Saraba Shujinkō, Mata Au Hi Made[*])                        | 2012년 9월 17일 |
| 쿄코는 부실에서 다같이 놀려고 오래된 장난감들을 가져온다. 나중에, 학교는 문화제를 열고 여기에서 오락부와 학생회는 이상한 버전의 백설공주을 하게 되는데 쿄코가 주인공을 맡는다. 마지막 장면에서 유이가 쿄코에게 키스를 할 때 쿄코가 유이에게 입술을 거의 갖다댄다. | |                 |

## 유루유리 나츄야츄미! (2015년 OVA + TV 스페셜)
| 화 | Title | 방영일자(일본)  |
| --- | --- | --------------- |
| OVA | 〈유루유리 나츄야츄미!〉(ゆるゆり なちゅやちゅみ! YuruYuri Nachuyachumi![*])                                 | 2015년 2월 18일 |
| 부실에서 캠핑 장비를 몇 개 찾게 되면서, 오락부는 학생회를 초대하지 않았지만, 함께 캠핑을 가기로 결정한다. 카레를 만든 다음엔, 서로 짝을 만들어 담력 시험을 하고 모여서 목욕탕에 간다. | |                 |
| +1 | 〈유루유리 나츄야츄미!+ +1〉(ゆるゆり なちゅやちゅみ！＋ ＋１ YuruYuri Nachuyachumi! Purasu - Purasu Wan[*]) | 2015년 8월 20일 |
| 오락부는 실수로 유령 소문을 만들어내게 된 물풍선 싸움을 하게 된다. 그리고 학생회와 만나 서로 자신이 가지고 싶은 사진을 고르게 된다. | |                 |
| +2 | 〈유루유리 나츄야츄미!+ +2〉(ゆるゆり なちゅやちゅみ！＋ ＋2 YuruYuri Nachuyachumi! Purasu - Purasu Tsū[*])  | 2015년 9월 17일 |
| 오락부는 유이의 집에서 외박을 하게 된다. 동시에, 학생회는 사쿠라코의 집에서 외박을 하게 된다. 아야노는 사쿠라코를 종종 도와주기 때문에, 사쿠라코는 아야노에게 도움이 되기 위해 노력을 한다. 한밤 중에는, 캠프 때 자신 모습을 찍은 쿄코에게 복수하기 위해 쿄코의 자는 모습을 럼 레이즌 아이스크림으로 유인해서 찍는다. | |                 |

## 유루유리 산☆하이! (2015년)
| 화 | 제목 | 방영일자(일본)   |
| --- | --- | ---------------- |
| 01 | 〈그것은, 즉, 오락의 시작〉(それは、すなわち、娯楽の始まり Sore wa, Sunawachi, Goraku no Hajimari[*])                                          | 2015년 10월 5일  |
| 오락부는 모여서 왕 게임을 했는데, 쿄코는 계속 이상한 명령만 하고, 치나츠는 왕이 되어서 유이에게 빨리 명령을 내리고 싶어한다. 하지만, 학생회까지 같이 왕 게임을 하게 되어서 치나츠가 왕이 될 기회는 확 줄어버렸다. 나중에, 2학년 학생들이 요리 수업을 듣는 도중 쿄코는 팔씨름을 하는데 전부 지고 만다. 한편, 아카리는 사쿠라코 집에 가는 동안 하나코를 만나게 되는데 자신보다 하나코가 더 성숙한 것 같아서 충격을 받는다. | |                  |
| 02 | 〈자, 두려워하거라〉(さぁおびえるがいい Sa~a Obieru ga Ii[*])                                                                                  | 2015년 10월 12일 |
| 스기우라 아야노는 자신이 언제나 쿄코보다 시험 점수가 낮기 때문에 짜증남을 느낀다. 그러던 도중, 후루타니 히마와리와 오오무로 사쿠라코는 서로 부회장 위치를 두고 싸우게 된다. 이후에 아야노는 감기에 걸리고, 모두가 병문안을 가게 된다. | |                  |
| 03 | 〈자각없음〉(自覚無し Jigaku Nashi[*]) | 2015년 10월 20일 |
| 혼자 살고 있는 유이의 아파트에 유이는 점심 시간에 오락부를 초대한다. 아카리와 치나츠가 떠난 후, 쿄코는 숙제가 남았다는 것을 기억하고 유이에 집에서 자고 가기로 결정한다. | |                  |
| 04 | 〈그 밤은 모두의 마음을 이어간다.〉(その夜は、みんなの想いをつないでゆく。 Sono Yoru wa, Minna no Omoi wo Tsunaide Yuku.[*])                   | 2015년 10월 27일 |
| 쿄코, 아야노와 치토세는 유이네 집에 놀러가서 하룻밤을 보내고, 치나츠와 사쿠라코, 히마와리는 아카리네 집에 가서 밤을 보내고, 토모코는 아카네와 같이 밤을 보낸다. 사쿠라코 등은 아카리를 놀래키려고 했고, 아카네는 토모코를 특별한 눈빛으로 쳐다본다. 다음 날, 사쿠라코는 체육 시간이 지겨워져서 자신의 한자 쓰기 실력을 뽐내려고 하다가 망신을 당한다.                                                                    | |                  |
| 05 | 〈소녀는 어둠에 떨어진다.〉(少女は、闇に落ちる。 Shōjo wa, Yami ni Ochiru.[*])                                                                 | 2015년 11월 2일  |
| 쿄코와 유이, 아냐노, 치토세는 히마와리가 다음날 철봉 넘기 시험을 잘 볼 수 있도록 도와준다. 나중에, 아야노는 쿄코의 큰 특징인 리본을 실수로 빼버려서 괴로워하게 되지만 치토세가 리본을 돌려줄 수 있도록 도와준다. 다음 날, 아야노와 치토세는 함께 쇼핑을 가서 서로의 옷을 골라준다. 한편, 유이와 쿄코는 패밀리 레스토랑에서 공부를 하던 도중, 하나코와 나데시코를 만나게 된다.                                            | |                  |
| 06 | 〈보이지 않는 얼굴은 그곳에 있다.〉(見えない顔は、其処にある。 Mienai Kao wa, Sonotokoro ni Aru.[*])                                           | 2015년 11월 9일  |
| 07 | 〈잊지 못할 하루가 되다〉(忘れられない一日になる Wasurerarenai Tsuitachi ni Naru[*])                                                           | 2015년 11월 16일 |
| 08 | 〈그것은 모두가 손에 넣은 미소의 조각.〉(それは、誰もが手にする笑顔のカケラ。 Sore wa, Daremoga-Te ni Suru Egao no Kakera.[*])                 | 2015년 11월 23일 |
| 09 | 〈그것은 조그만 사랑과 약간의 용기 이야기.〉(それは、小さな愛と、少しの勇気の物語。 Sore wa, Chīsana Ai to, Sukoshi no Yūki no Monogatari.[*]) | 2015년 11월 30일 |
| 10 | 〈너와 함께라면 언제까지도〉(君とならいつまでも Kimitonara Itsu made mo[*])                                                                    | 2015년 12월 7일  |
| 11 | 〈어떻게 발버둥쳐도 무리〉(どうあがいても土壺 Dō Agaitemo Dotsubo[*])                                                                          | 2015년 12월 14일 |
| 12 | 〈만개 벚꽃에 낭만의 폭풍〉(満開桜に浪漫の嵐 Mankai Sakura ni Roman no Arashi[*])                                                              | 2015년 12월 21일 |

## 같이 보기
- 유루유리